# Підземелля драконів: джерело могутності
«Підземелля драконів: джерело могутності» (англ. Dungeons & Dragons: Wrath of the Dragon God) — художній фільм 2005 року режисера Джеррі Лайвлі. В Україні фільм вперше було показано 8 грудня 2005 року. Жанр — фентезі.
Наступний фільм «Підземелля драконів 3: Книга заклинань» (англ. Dungeons & Dragons: The Book of Vile Darkness), виробництво Велика Британія, прем'єра відбулася 17 вересня 2012 року.

## Сюжет
За сюжетом цей фільм є продовженням фільму «Підземелля драконів». Дія відбувається через 100 років після подій, показаних в попередньому фільмі.
Передісторія подій, що відбуваються у фільмі, така: давним-давно маги стародавньої країни Тюрани здобули перемогу над жахливим богом-драконом Фалазуром, заточили його в надрах гори, а його силу помістили в містичну «Чорну Сферу». Відтоді минуло три тисячі років, і одного разу злісний чаклун Дамодар виявив «Чорну Сферу». З її допомогою він збирається помститися нащадкам тих, хто колись переміг його, і пробудити Фалазура, щоб разом з ним панувати всім світом. Якщо не вдасться відібрати у Дамодара «Сферу» і знову накласти на неї чари, Ізмір з усіма його жителями приречений.
Але на шляху сил Зла встають прославлений воїн Берек та його дружина, молода чарівниця Мелора. Разом з іншими магами вона шукає спосіб відновити давнє закляття, що сковує Фалазура. Тим часом Берек за наказом короля вирушає на пошуки «Чорної Сфери», а разом з ним — чотири герої, що втілюють в собі Хитрість, Розум, Мудрість і Силу: шахрай Нім, чаклунка Ормалін, священик Доріан і войовниця Лакс. У них у розпорядженні всього декілька днів, щоб дістатися до лігва Дамодара, поки дракон не повернувся до життя. Але їх дорога рясніє небезпеками: пройшовши через Ліс Розірваних Сердець, де панує ліч Клакс Злобний, керуючий ордою лютих примар, вони потрапляють в Кертл — селище гоблінів, і там їх атакує моторошний Крижаний Дракон, в бою з яким гине Доріан. З Кертла їх шлях лежить до склепу чаклуна Малека, в якому захований «Вир Огляду» — пристрій для переміщення в будь-яку точку простору, звідки вони переміщуються у фортецю Дамодара. Їм вдається відібрати у чорнокнижника «Сферу», але в ході боротьби важко постраждали ще двоє — Нім та Ормалін. Доставивши поранених до храму Обад-Хая, Берек і Лакс повертаються в Ізмір, але піддаються нападу гарпій. Поки Лакс відображає їх наліт, відволікаючи їх від Берека, той поспішає доставити «Чорну Сферу» в столицю.
Але відразу після прибуття Берек дізнається недобрі вісті — Мелора страждає від тяжкої хвороби, насланої на неї Дамодаром, а верховний маг Ізміра Оберон убитий. Клакс, що прийняв його подобу, повертає «Чорну Сферу» Дамодару, а той будить Бога-Дракона. Вирвавшись з ув'язнення, Фалазур направляється на Ізмір, вивергаючи вогонь, сіючи смерть і руйнування.
Мелора волає до могутності чотирьох стихій, і вони створюють нову магічну Сферу. Але її власне життя в небезпеці. Щоб врятувати її, Берек кидається в погоню за Дамодаром. Йому вдається наздогнати чаклуна і примусити його зняти закляття з Мелори. Здоров'я й сили повертаються до молодої чарівниці, і вона знову сковує Фалазура і занурює його на дно озера, повертаючи в забуття. Ізмір врятований, а Добро вчергове перемогло Зло.

## В ролях
- Брюс Пейн — Дамодар
- Марк Даймонд — лорд Берек; займає мирну посаду королівського радника з податками, але минуле у нього дуже бурхливе і багате пригодами, які принесли йому славу неперевершеного воїна.
- Клеменсі Бертон-Хілл — Мелора, його дружина, маг.
- Еллі Чидзли — Лакс: войовниця, прекрасна собою, але з важким характером.
- Стівен Елдер — Доріан, священик храму Обатхая.
- Люсі Гаскелл — Ормалін, ельфійська чаклунка.
- Тім Стерн — Нім, шахрай і проноза.
- Рой Марсден — Оберон, голова Верховної Ради магів Ізміра.
- Вітаутас Румзас — Валеріус, начальник королівської гвардії, учень Берека.
- Ауримас Мелиезиус — Клакс Злісний: ліч-садист, дуже могутній, але непередбачуваний маг; раніше служив Фалазуру; допоміг Дамодару викрасти Чорну Сферу.